# Juan Carlos Blanco Estradé
Juan Carlos Blanco Estradé (Montevideo, 19 de junio de 1934-Montevideo, 22 de agosto de 2021) fue un abogado y político uruguayo.

## Familia
Nació en Montevideo el 19 de junio de 1934, hijo de Daniel Blanco Acevedo y de María Estradé, en el seno de una familia con larga trayectoria política; su padre, tíos y abuelo ocuparon importantes cargos en gobiernos colorados desde fines del siglo XIX (una avenida del barrio Prado lleva el nombre de su abuelo, Juan Carlos Blanco Fernández).

## Carrera
Graduado como abogado, fue funcionario de la OEA en Montevideo entre 1962 y 1971. En ese año asumió como vicecanciller de la República. Se transformó en canciller del gobierno de Juan María Bordaberry desde noviembre de 1972 y, a continuación, de la dictadura cívico-militar, desde el 27 de junio de 1973 hasta diciembre de 1976. Nombrado embajador ante la ONU por el régimen de facto en 1982, permaneció en el cargo hasta el advenimiento de la democracia en 1985.
Fue Senador por el pachequismo, sector del Partido Colorado liderado por Jorge Pacheco Areco, entre 1990 y 1995.
Se desempeñó además como miembro del Tribunal Arbitral ad hoc del Mercosur, el cual presidió.

## Procesamiento y condena
El 18 de octubre de 2002 fue sometido a proceso por el juez Eduardo Cavalli por la desaparición de la maestra Elena Quinteros. Fue enviado a prisión en forma preventiva, pero obtuvo la libertad provisional el 9 de mayo de 2003.
El 16 de noviembre de 2006 el juez Roberto Timbal lo sometió a proceso y prisión preventiva junto al expresidente y exdictador Juan María Bordaberry por los asesinatos de los legisladores Zelmar Michelini y Héctor Gutiérrez Ruiz y del matrimonio de refugiados políticos, exmilitantes del Movimiento de Liberación Nacional-Tupamaros, Rosario Barredo y William Whitelaw Blanco, asesinados en mayo de 1976 en Buenos Aires.
El 1 de junio de 2007 un Tribunal de Apelaciones confirmó la iniciación de proceso en su contra por esta última causa.
El 17 de enero de 2017 un Tribunal de Italia lo condenó a cadena perpetua por la muerte de ciudadanos italianos en el marco de la coordinación de las dictaduras militares en América del Sur denominado Plan Cóndor.